# Dywizjon 301
301 Dywizjon Bombowy „Ziemi Pomorskiej im. Obrońców Warszawy” (ang. No.301 Polish Bomber Squadron) – eskadra lotnictwa bombowego i transportowego Polskich Sił Powietrznych w Wielkiej Brytanii, istniejąca w latach 1940–1943 i 1944–1946. W kwietniu 1943 została zredukowana do polskiej Eskadry Specjalnego Przeznaczenia w brytyjskim 138. Dywizjonie RAF, następnie wyodrębniona w 1586 Eskadrę Specjalnego Przeznaczenia. W listopadzie 1944 ponownie przekształcona w 301 Dywizjon Bombowy.

## Historia

### Formowanie Dywizjonu
Dywizjon został sformowany 24 lipca 1940 w bazie RAF Bramcote. Pierwszymi używanymi przez dywizjon samolotami było 16 lekkich bombowców Fairey Battle, personel latający liczył 24 załogi po trzech lotników, a personel naziemny – ok. 180 osób. W dniu 1 sierpnia 1940 wydany został pierwszy rozkaz dzienny dywizjonu, a 20 sierpnia 1940 był on wizytowany przez króla Jerzego VI z małżonką. W dniu 23 sierpnia 1940 dywizjon został przeniesiony na lotnisko w RAF Swinderby i włączony w skład Grupy Dowództwa Bombardowania nr 1 (RAF Bomber Command), razem z Dywizjonem 300.

### W Grupie Bombardowania
We wrześniu 1940, w okresie bitwy o Anglię, eskadra osiągnęła gotowość operacyjną i weszła do działań nad okupowaną Europą. Pierwszy lot bojowy w nocy 14 września 1940 odbyły trzy załogi, bombardując niemieckie jednostki desantowe przygotowane do inwazji na Anglię w porcie Boulogne . Data ta następnie stała się świętem dywizjonu. Podczas kolejnych nocy bombardowano jednostki desantowe także w Calais i Ostendzie. Od 20 października 1940 dywizjon rozpoczął przezbrajanie i przeszkolenie na bombowcach dalekiego zasięgu Vickers Wellington z sześcioosobowymi załogami . Od 22 grudnia 1940 roku dywizjon wszedł do akcji na samolotach Wellington – trzy załogi wzięły udział w nalocie na rafinerię ropy naftowej w Antwerpii, ponowionym 28 grudnia.
Od 1941 roku dywizjon rozpoczął działania nad Niemcami, nalotem na Bremę w nocy z 1 na 2 stycznia. Podczas powrotu z zadania trzy samoloty rozbiły się przy lądowaniu w trudnych warunkach i zginęło 11 lotników . Dywizjon ponownie wizytowany był przez króla Jerzego VI 27 stycznia 1941. Na wiosnę rozpoczęto działania na terenie Niemiec, bombardując miasta: Hamburg, Kolonię, Mannheim, Düsseldorf, Frankfurt nad Menem, Duisburg, Essen, Osnabrück, Bielefeld, Norymberga i cele niemieckie we francuskim porcie Brest. W nocy 23/24 marca i 17 kwietnia 1941 dywizjon 301 bombardował Berlin. Od 18 lipca 1941 dywizjon został przeniesiony na lotnisko w RAF Hemswell, ponownie z Dywizjonem 300 .
W 1942 roku dywizjon kontynuował nocne naloty na Niemcy. Między innymi, wziął udział w pierwszym, wykonanym przez tysiąc bombowców, nalocie w nocy 30 maja na Kolonię (operacja Millenium). W nalocie na Essen 5 czerwca po zestrzeleniu dostał się do niewoli dowódca dywizjonu mjr pil. Stanisław Krzystyniak. W kolejnym nalocie na Bremę 26 czerwca uczestniczyło aż 15 samolotów dywizjonu, ale też po zestrzeleniu dostał się do niewoli kolejny dowódca dywizjonu mjr pil. Maksymilian Brzozowski. W drugiej połowie 1942 dywizjon wykonywał też zadania minowania niemieckich baz morskich, jak St. Nazaire, Lorient, Brest oraz wód przybrzeżnych w rejonie Wysp Fryzyjskich, ujścia Elby, Helgolandu i wybrzeży Holandii. W tym okresie bombardowano Mediolan i Turyn. Z uwagi na spore straty (pod koniec lipca było jedynie 6 pełnych załóg), od listopada dywizjon wykonywał mniej ryzykowne loty minowania akwenów.

### W Grupie Specjalnego Przeznaczenia
Dywizjon, z uwagi na duże straty i trudności w uzupełnieniu stanów załóg, 31 marca 1943 został rozwiązany. Z 7 załóg sformowano 1 kwietnia 1943 Eskadrę „C” w składzie brytyjskiego 138 Dywizjonu Specjalnego Przeznaczenia RAF. Pozostali lotnicy zostali przeniesieni do innych polskich dywizjonów bombowych, głównie Dywizjonu 300.
Zadaniem Eskadry „C” było przewożenie osób oraz wyposażenia wojskowego dla ruchu oporu w okupowanych krajach, w tym w Polsce. Nocne loty do Polski wykonywano z Anglii nad Morzem Północnym i Danią, a po wzmocnieniu niemieckiej obrony przeciwlotniczej w Danii, nad Szwecją i trwały one do 16 godzin.
Polska Eskadra „C” 4 listopada 1943 została usamodzielniona oraz przemianowana na Eskadrę Specjalnego Przeznaczenia. W pismach służbowych polskich władz eskadra ta nadal była określana była jako Dywizjon 301. Eskadrę najpierw przebazowano na lotnisko Sidi Amor w Tunezji, a od 22 grudnia 1943 na lotnisko Campo Cassale pod Brindisi we Włoszech. Etat eskadry wzrósł do 10 załóg, przy 6 samolotach (3 Halifaxy i 3 Liberatory), a do czerwca 1944 do 12 załóg i samolotów (9 Halifaxów i 3 Liberatory).

### W Grupie Transportowej
W dniu 7 listopada 1944 Eskadrę 1586, wraz ze zwiększeniem etatu, przekształcono najpierw w Dywizjon 319, a następnie z powrotem w Dywizjon 301, utrzymując dotychczasowy charakter jednostki specjalnego przeznaczenia. Ostatni lot do Polski wykonano 28 grudnia 1944 (zob. Radatice). Od 28 lutego 1945, w związku z zanikiem potrzeb zaopatrywania ruchów oporu, dywizjon wycofany został ze składu lotnictwa do zadań specjalnych i przekazany do lotnictwa transportowego (RAF Transport Command). Od 15 marca 1945 dywizjon przebazowano z Włoch do Anglii, na lotnisko RAF Blackbushe. Od 4 kwietnia 1945 dywizjon został zreorganizowany w dywizjon transportowy oraz wyposażony w samoloty Vickers Warwick. Rozformowanie dywizjonu nastąpiło 18 grudnia 1946 w bazie RAF Chedburgh.

## Odznaka
Odznakę Dywizjonu Naczelny Wódz zatwierdził 15 czerwca 1945. Odznaka jednoczęściowa o wymiarach 30 × 30 mm wykonana ze srebrzonego tombaku posiada kształt okręgu z nasadzonym po lewej stronie półksiężycem. W środku odznaki ukoronowany orzeł, na tle którego w dolnej części umieszczono dwie tarcze herbowe. Po lewej stronie wizerunek warszawskiej Syreny, po prawej Gryfa Pomorskiego. Poniżej tarcz herbowych, na półksiężycu, numer dywizjonu 301. Odznaka bita z kontrmatrycą była wykonana we Włoszech

## Personel
| Dowódcy Dywizjonu 301                                      |             |                          |                  |                                                        |
| Stopień RAF                                                | Stopień PSP | Imię i nazwisko          | Od dnia          | Informacje                                             |
| Doradca brytyjski                                          |             |                          |                  |                                                        |
| S/Ldr                                                      |             | C. G. Skinner            | 22 lipca 1940    |                                                        |
| Dowódcy polscy                                             |             |                          |                  |                                                        |
| W/Cdr                                                      | ppłk pil.   | Roman Rudkowski          | 22 lipca 1940    | od września 1941 zaprzysiężony jako Cichociemny        |
| W/Cdr                                                      | mjr pil.    | Witold Jacek Piotrowski  | 17 lipca 1941    |                                                        |
| S/Ldr                                                      | mjr pil.    | Stanisław Krzystyniak    | 1 kwietnia 1942  | potem W/Cdr, po zestrzeleniu 26 czerwca 1942 w niewoli |
| S/Ldr                                                      | mjr pil.    | Maksymilian Brzozowski   | 26 kwietnia 1942 | potem W/Cdr, po zestrzeleniu 3 lipca 1942 w niewoli    |
| F/Lt                                                       | kpt. pil.   | Stanisław Doliński       | 3–16 lipca 1942  | pełniący obowiązki Dowódcy                             |
| S/Ldr                                                      | kpt. pil.   | Henryk Kołodziejek       | 3 sierpnia 1942  | potem mjr pil., W/Cdr                                  |
| S/Ldr                                                      | mjr pil.    | Adam Dąbrowa             | 23 września 1942 | potem W/Cdr, do przeformowania dywizjonu 31 marca 1943 |
| okres przeformowania Dywizjonu 301 w Eskadrę „C” oraz 1586 |             |                          |                  |                                                        |
| W/Cdr                                                      | mjr naw.    | Eugeniusz Arciuszkiewicz | 7 listopada 1944 | od ponownego sformowania dywizjonu                     |
| W/Cdr                                                      | mjr pil.    | Teofil Pożyczka          | 6 maja 1945      | do rozformowania 18 grudnia 1946                       |

## Personel dywizjonu
W wykazie figurują oficerowie i podoficerowie Dywizjonu 301, których biogramy są zamieszczone w Wikipedii.

- Józef Bielicki
- Tadeusz Bojakowski
- Henryk Bolcewicz
- Leon Stanisław Bonk
- Mieczysław Borodej
- Bolesław Chwaściński
- Józef Czerwonka
- Krzysztof Grabowski
- Józef Gryglewicz
- Paweł Hur
- Stanisław Jensen
- Stanisław Kłosowski
- Piotr Kosiń
- Stanisław Krzystyniak
- Leopold Mielecki
- Zbigniew Neugebauer
- Leszek Owsiany
- Stanisław Patalan
- Teofil Pożyczka
- Stanisław Przelaskowski
- Roman Rudkowski
- Wincenty Rutkowski
- Franciszek Sobkowiak
- Mieczysław Stachiewicz
- Zbigniew Szostak
- Józef Witek
- Józef Wójcik

## Lotniska

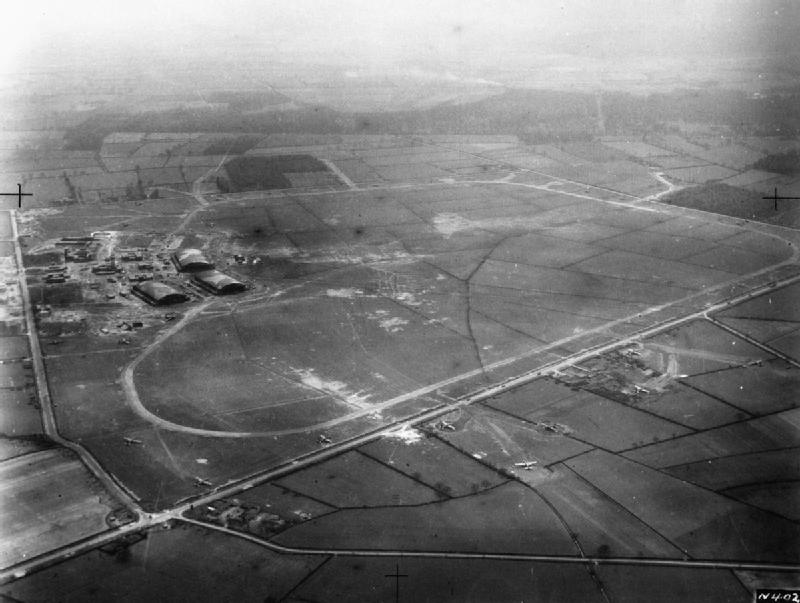
Zdjęcie lotnicze bazy RAF Swinderby z kwietnia 1941, zajmowanej przez polskie dywizjony 300 i 301

| Bazy lotnicze Dywizjonu 301               |                  |
| Baza lotnicza                             | Użytkowana od    |
| RAF Bramcote                              | 22 lipca 1940    |
| RAF Swinderby                             | 25 sierpnia 1940 |
| RAF Hemswell                              | 18 lipca 1941    |
| od 1 kwietnia 1943 bazy Eskadr „C” i 1586 |                  |
| RAF Campo Casale Brindisi                 | 7 listopada 1944 |
| RAF Blackbushe                            | 4 kwietnia 1945  |
| RAF North Weald                           | 2 lipca 1945     |
| RAF Chedburgh                             | 4 września 1945  |

## Samoloty na uzbrojeniu
| Samoloty na wyposażeniu Dywizjonu 301            |                      |
| Typ samolotu                                     | Użytkowane od        |
| Fairey Battle I                                  | 26 lipca 1940        |
| Vickers Wellington IC                            | 16 listopada 1940    |
| Vickers Wellington IV                            | 26 października 1941 |
| okres Eskadry „C” oraz 1586                      |                      |
| Handley Page Halifax Consolidated B-24 Liberator | 7 listopada 1944     |
| Vickers Warwick C I, C III                       | maj 1945             |
| Handley Page Halifax C VIII                      | styczeń 1946         |

1. ↑  Oznaczenia samolotów.
2. ↑  M.in.: L5316-L, L5351-N, L5392-M, L5421-F, L5445-R, L5535-Q, L5536-S, L5549-J, L5551-B, L5555-H, L5556-G, L5575-A, P6567-E, P6569-D.
3. ↑  M.in. w okresie początkowym: L7819-P, L7874-S, R1006-H, R1026-R, R1047-T, R1227-M, R1349-O, R1349-N, R1365-D, R1366-L, T2517-A, T2518-K, T2576-G, T2625-B;
w połowie 1941 m.in.: R1064-A, W5690-W, X9616-T.
4. ↑  M.in. w okresie początkowym: R1390-K, R1520-L, R1525-E, R1535-A, R1585-M, R1590-H, R1615-G, Z1252-T, Z1253-B, Z1255-D, Z1257-J, Z1258-F, Z1259-O, Z1263-P, Z1285-S, Z1317-U, Z1386;
w połowie 1942: R1390-E, R1490-F, R1535-J, R1585-R, R1615-G, R1650-T, Z1273-T, Z1329-Z, Z1331-C, Z1337-O, Z1375-R, Z1460-I, Z1467-L, Z1472-H;
na początku 1943: R1490-F, R1535-G, Z1263-P, Z1284-K, Z1322-U, Z1336-J, Z1340-C, Z1423-M, Z1459-S, Z1474-B.
5. ↑  M.in. pierwszych 7 sztuk: BB440-G, JP136-D, JP242-E, LL118-C, LL187-H, Ll367-P, LL534-M.
6. ↑  Pierwsze 4 sztuki: BZ965-V, KG834-U, KG994-R, KH151-S.
7. ↑  M.in. Warwick C I: BV244-H, BV245-Z, BV248, BV252-V;
Warwick C III: HG225-N, HG226-D, HG236-R, HG242, HG248, HG275-S, HG289-A, HG293-O, HG294-F, HG295-D, HG296-F, HG298-M, HG299-J, HG322-H, HG323-P, HG327-H, HG339-T.
8. ↑  M.in.: PP219-F, PP221-K, PP223-B, PP225-W, PP229-L, PP231-K, PP232-D, PP233-X, PP234-V, PP236-T, PP314-C, PP324-V, PP327-H, PP328-C, PP330-O, PP335-G, PP337-S, PP339-H.

## Podsumowanie wysiłku bojowego dywizjonu
W okresie 19 lipca 1940 – 8 maja 1945.
|               | Operacje bojowe w Bomber Command |        |      |      |      |      |       |
| Rok           | 1940                             | 1941   | 1942 | 1943 | 1944 | 1945 | Razem |
| samolotozadań | 42                               | 418    | 706  | 94   | –    | –    | 1260  |
| godzin        | 155,5                            | 2285,5 | 4066 | 661  | –    | –    | 7168  |

|                            | Zadania specjalne nad Polską            |      |      |       |        |      |        |
| Rok                        | 1940                                    | 1941 | 1942 | 1943  | 1944   | 1945 | Razem  |
| samolotozadania operacyjne | –                                       | 2    | 21   | 64    | 339    | –    | 426    |
| godziny lotu               | –                                       | 22   | 259  | 714   | 2894   | –    | 3889   |
| zrzucony tonaż             | –                                       | 0,9  | 11,5 | 42,2  | 237,6  | –    | 282,2  |
| zrzuceni skoczkowie        | –                                       | 9    | 77   | 105   | 141    | –    | 332    |
| straty w załogach          | –                                       | 1    | 1    | 3     | 19 1/8 | –    | 24 1/8 |
|                            | Zadanie specjalne nad innymi krajami    |      |      |       |        |      |        |
| samolotozadania operacyjne | –                                       | –    | 83   | 127   | 604    | 95   | 909    |
| godziny lotu               | –                                       | –    | 576  | 859   | 3887   | 716  | 6038   |
| zrzucony tonaż             | –                                       | –    | 58,5 | 121   | 1010,8 | 94,3 | 1284,6 |
| zrzuceni skoczkowie        | –                                       | –    | 60   | 88    | 193    | 19   | 360    |
| straty w załogach          | –                                       | –    | 2    | 6     | 1      | 3/8  | 9 3/8  |
|                            | Łącznie zadania specjalne dywizjonu 301 |      |      |       |        |      |        |
| Rok                        | 1940                                    | 1941 | 1942 | 1943  | 1944   | 1945 | Razem  |
| samolotozadania operacyjne | –                                       | 2    | 104  | 191   | 943    | 95   | 1335   |
| godziny lotu               | –                                       | 22   | 835  | 1573  | 6781   | 716  | 9927   |
| zrzucony tonaż             | –                                       | 0,9  | 70   | 163,2 | 1248,4 | 94,3 | 1576,8 |
| zrzuceni skoczkowie        | –                                       | 9    | 137  | 193   | 334    | 19   | 692    |
| straty w załogach          | –                                       | 1    | 3    | 9     | 20 1/8 | 3/8  | 33 1/2 |

1. ↑  Straty w załogach odnoszą się do całych załóg, liczących od 6 do 8 lotników każda.

## Straty w personelu i sprzęcie
|                        | Łączne straty lotników i samolotów Dywizjonu 301 oraz Eskadry „C” i 1586 |      |      |      |      |      |       |
| Rok                    | 1940                                                                     | 1941 | 1942 | 1943 | 1944 | 1945 | Razem |
| polegli w akcji        | 5                                                                        | 44   | 115  | 22   | 109  | 7    | 302   |
| w niewoli, internowani | –                                                                        | 24   | 37   | 7    | 23   |      | 91    |
| utracone maszyny       | 2                                                                        | 13   | 29   | 20   | 21   | 2    | 87    |

- Dane ustalone na podstawie[10] [11] [12]

## Uhonorowanie
Dnia 11 listopada 1966 nadano dywizjonowi Order Virtuti Militari